# Trinity Court Building
Trinity Court Building es el nombre de varias estructuras ubicadas en 70, 74 y 76 Trinity Place en el Lower Manhattan, Nueva York, entre las calles Rector y Albany. El edificio actual se llama Trinity Commons, tiene 27 pisos y mide 129,24 m. Se terminó en 2020 y está previsto que abra en 2021.

## Primer edificio
El primer edificio en llevar el nombre fue construido en 1879 para Western Union Telegraph Company . Tenía seis pisos, 464 m² de espacio, tiendas en la planta baja y lofts comerciales en el resto. Ninguno de los lados tenía la misma longitud; la fachada frontal medía 31,8 m largo y las otras fachadas medían 12,9 m, 33,2 m y 15,8 m.
Western Union lo vendió en 1888. El edificio fue el foco de un complejo agravio en la década de 1890 por la pérdida del valor de la propiedad debido a la operación del ferrocarril elevado de Manhattan (más tarde IRT Sixth Avenue Line ) frente a él. El constructor (Western Union) y el demandado (ferrocarril) estaban controlados por el mismo grupo de inversores, que se afirmó que estaban en connivencia contra el comprador Augustus D. Shepard para anular los daños cobrados. Mutual Life Assurance embargó el edificio en 1914 y lo subastó a Alliance Realty. Se vendió en 1919 a Frazar & Co, que se creía que tenía planes de reemplazarlo por un nuevo rascacielos.

## Segundo edificio

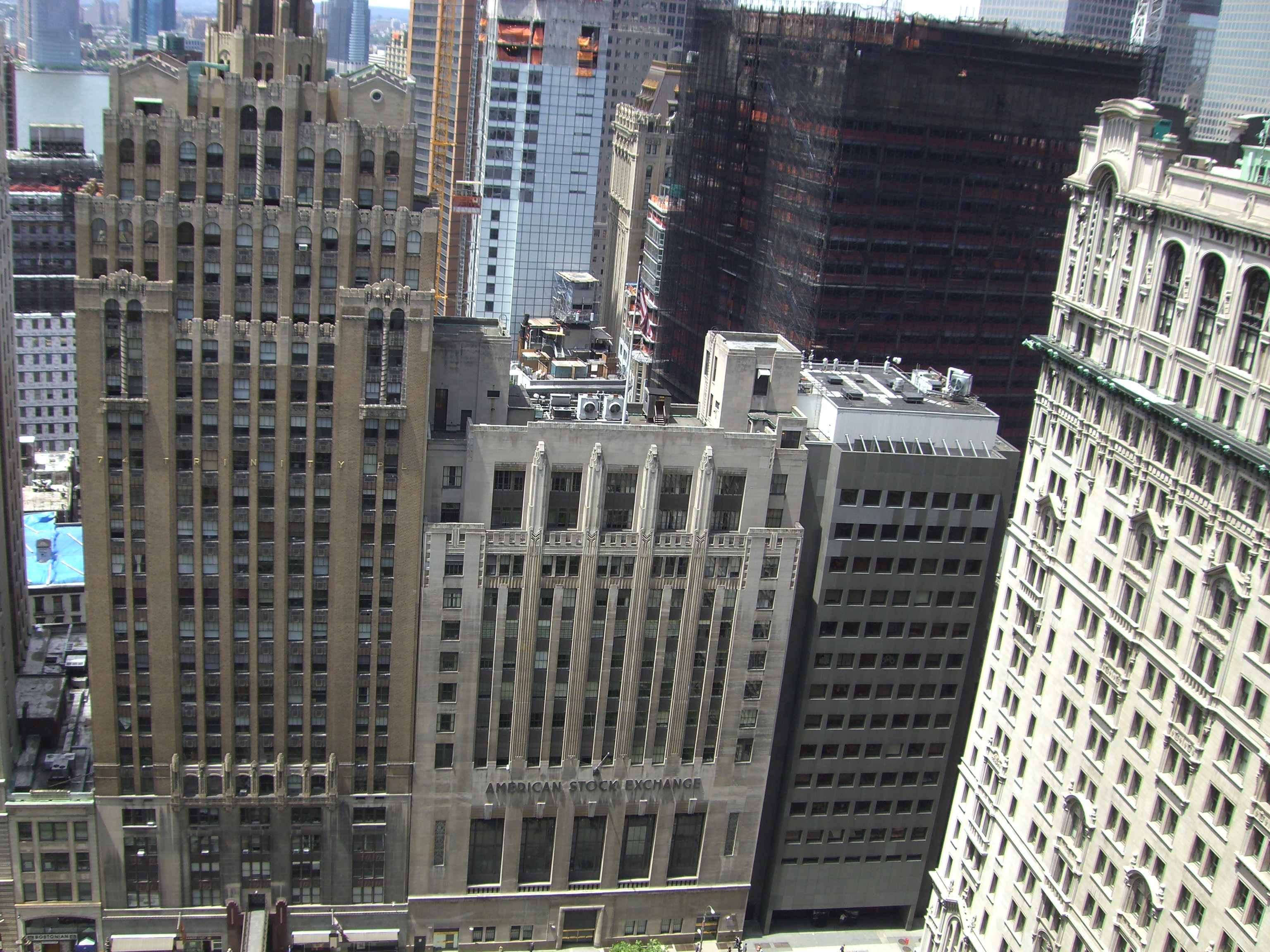
El segundo edificio de Trinity Court (izquierda) en 2009

El primer edificio fue demolido en 1926 para dar paso al segundo, un rascacielos de 24 pisos y 11 600 m². Fue terminado en 1927y diseñado por Henry I. Oser. Medía 114 m de altura, tenía 25 pisos y contaba con 5 elevadores. Uno de los primeros inquilinos del nuevo Trinity Court Building fue una empresa que administraba campos de golf en miniatura y una escuela de golf.
Poco después de su finalización, Irving Trust comenzó la construcción del 1 Wall Street en la esquina de Wall Street y Broadway, visible desde el edificio Trinity Court. El constructor encargó un estudio de tiempos del proceso de construcción. Se han conservado ocho imágenes de ese estudio en el Centro Canadiense de Arquitectura .

## Tercer edificio
Trinity Church, propietaria del sitio, tenía sus oficinas y preescolar en el edificio de 1927. En 2015, la iglesia enfrentó la opción de una renovación de 33 millones de dólares para adaptarla al código, o reemplazarla con un nuevo edificio a un costo de alrededor 35 millones. La sacristía decidió lo último y en 2016 la estructura fue derribada. En su lugar, planeó construir un nuevo edificio con una dirección de 68-74 Trinity Place.
Originalmente, 28,8 m² de condominios principalmente de lujo con una moderna fachada de vidrio. Debido a la oposición de la comunidad, los planes se cambiaron, con un edificio comercial más pequeño que incorpora usos amigables para la comunidad. El nuevo diseño también utiliza aluminio bronceado para encajar mejor con la iglesia y una pasarela conservada del edificio anterior, e incorpora vidrieras y adornos de terracota rescatados del edificio de 1927.
El tercer edificio es conocido como Trinity Commons y se terminó en 2020 Lo diseñó el estudio de arquitectura Pelli Clarke Pelli Architects de César Pelli, y está previsto que abra en 2021.